# Stanislav Rákos

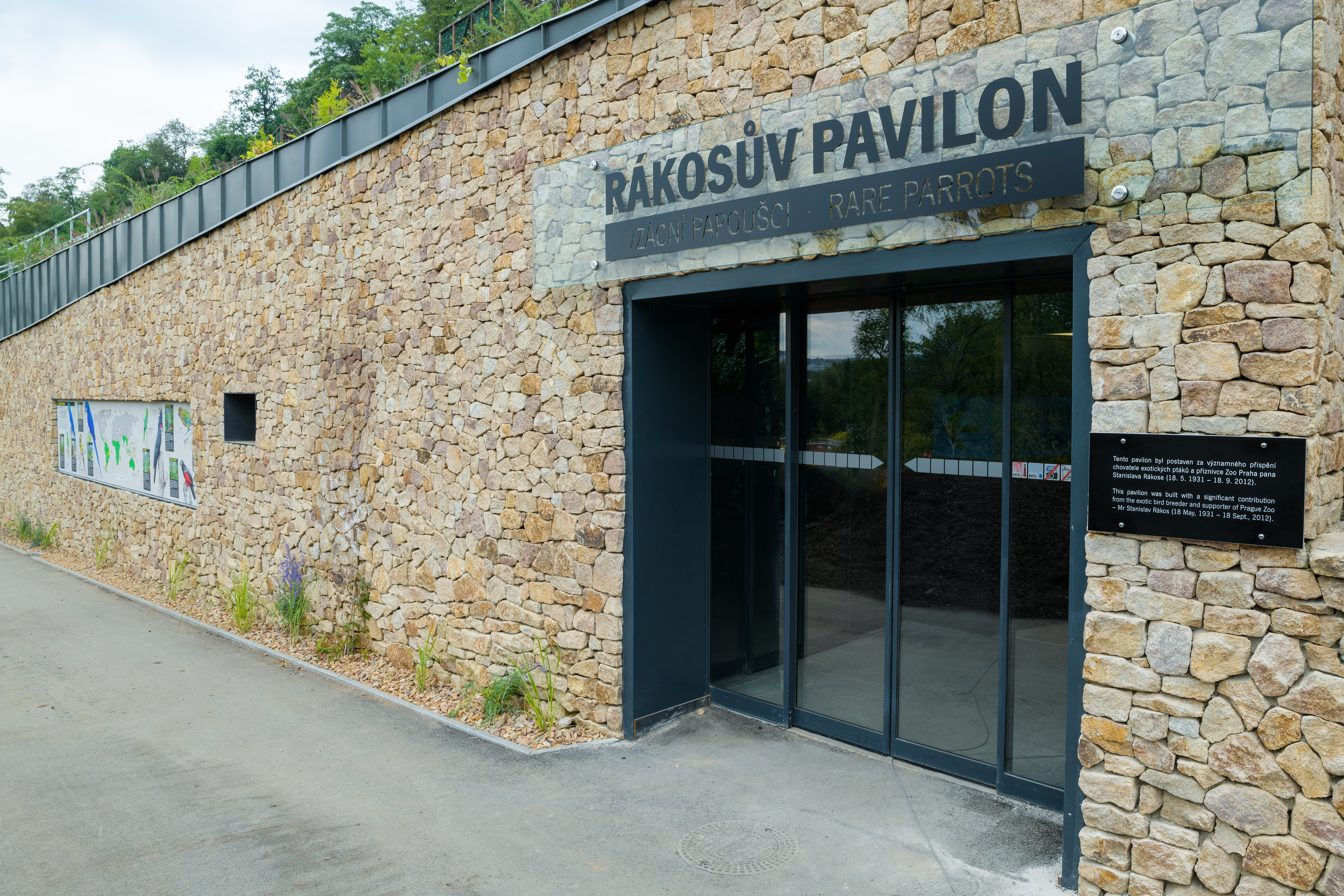
Vchod do Rákosova pavilonu v Zoo Praha

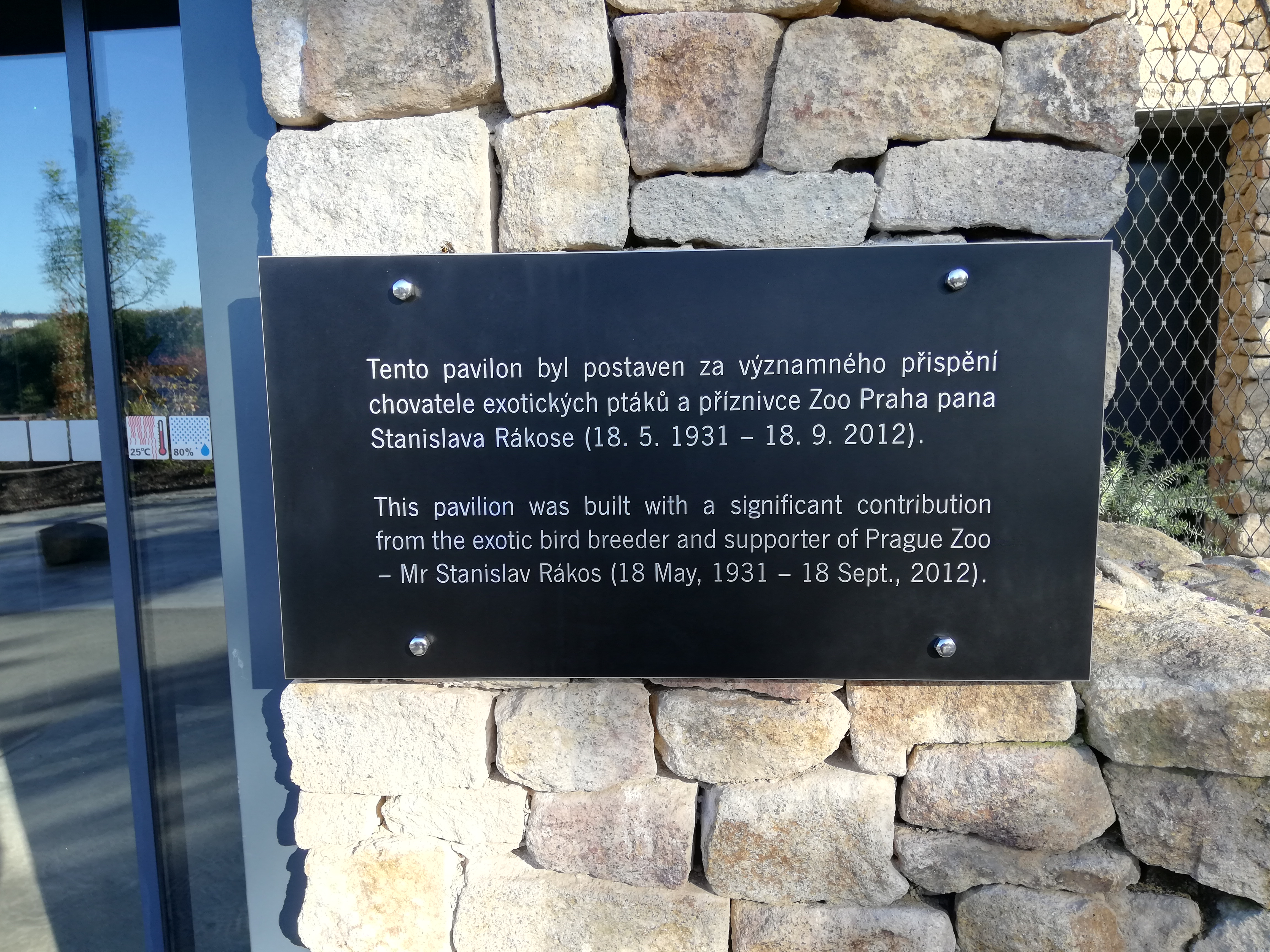
Před vchodem do Rákosova pavilonu se nachází pamětní deska věnovaná Stanislavu Rákosovi

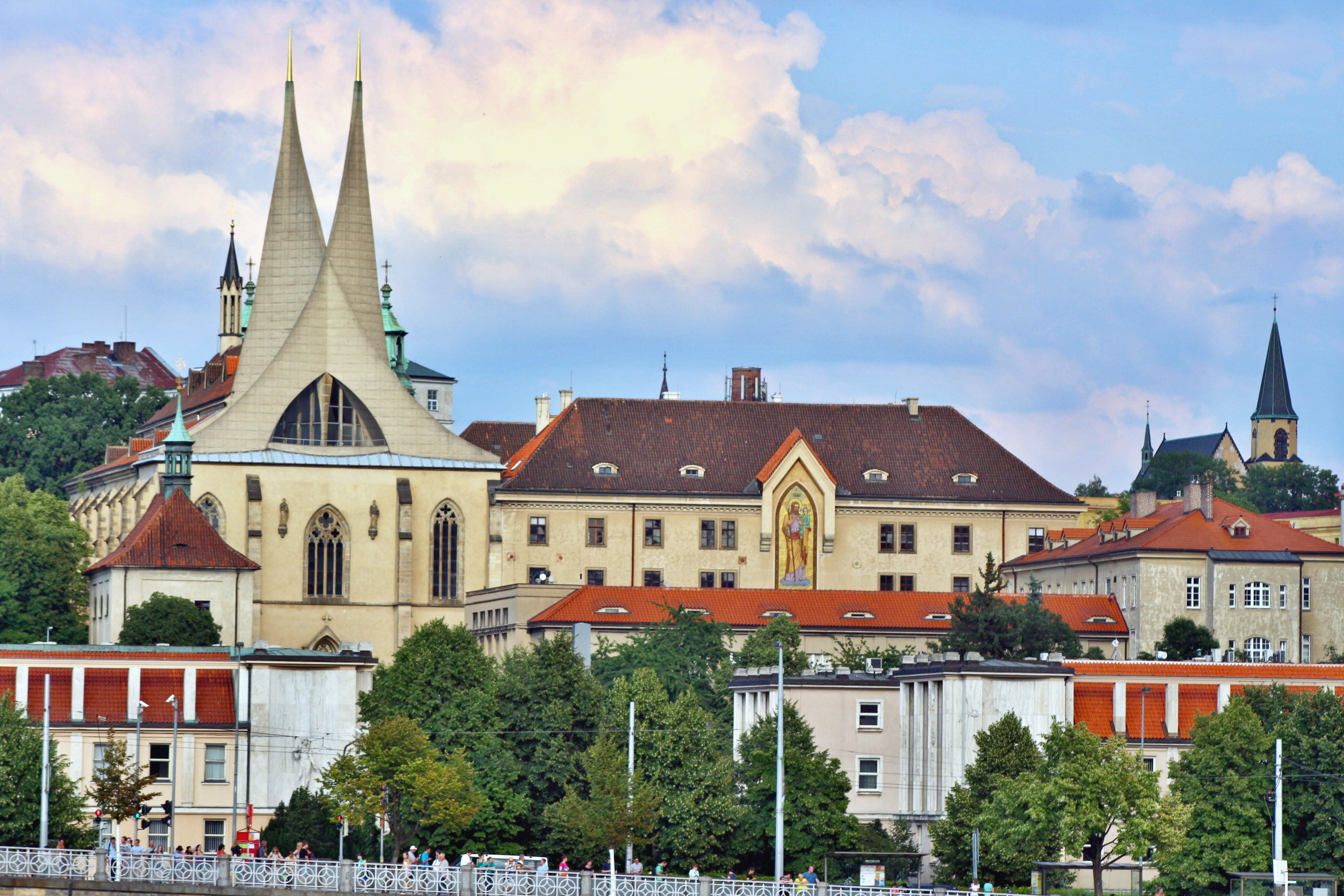
Emauzský klášter, pohled od Vltavy

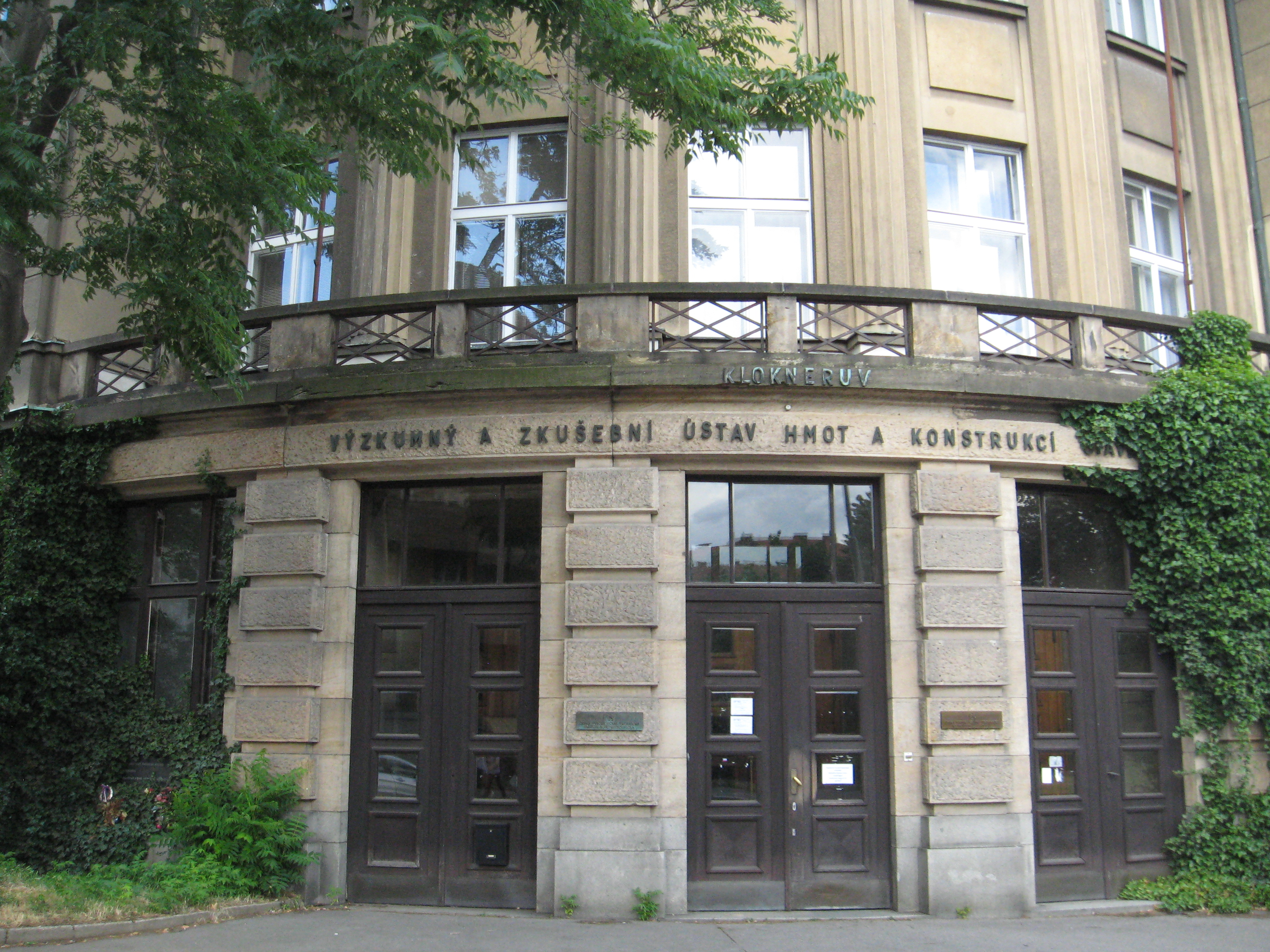
Roh Šolínovy a Zikovy ulice, Praha 6, vstup do Kloknerova ústavu

Stanislav Rákos (18. května 1931 – 18. září 2012) byl aktivní chovatel exotického ptactva, který krátce před svým skonem v roce 2012 odkázal (se souhlasem své manželky Ludmily Rákosové) velkou část svého movitého i nemovitého majetku (v hodnotě přes 50 milionů korun) ve prospěch Zoo Praha. Z části těchto prostředků (10 milionů korun) byla v dolní partii zoologické zahrady vybudována (a 28. září 2019 veřejnosti zpřístupněna) rozsáhlá expozice exotického ptactva (vzácných papoušků) – tzv. Rákosův pavilon.

## Život

### Vojenská služba a studium
Byl to Rákosův (pro komunistický režim nevhodný) velkostatkářský třídní původ, díky němuž mu totalitní režim nepovolil v mladém věku studium. Před nástupem na vojnu hrával Stanislav Rákos hokej. Původně chtěl Stanislav Rákos studovat biologii, ale večerní studium mu bylo dovoleno díky nějakému důstojníkovi až během vojenské prezenční služby. Tu strávil (jako politicky nespolehlivá osoba) u technických praporů (což byla následnická organizace tzv. pomocných technických praporů (PTP)). Stavební průmyslovku vystudoval Stanislav Rákos večerně až při zaměstnání.

### Zaměstnání a koníčky
Stanislav Rákos byl zaměstnán v Ústavu teoretické a aplikované mechaniky (ÚTAM) Akademie věd ČR. Tady se podílel na přípravě a vyhodnocování zkoušek (experimentů), které byly prováděny na konstrukčních prvcích (jednalo se např. o testy stability tenkostěnných konstrukcí).  Svojí práce v Akademii věd ČR si vážil (pracoval jak organizačně, tak i v dílnách a později i jako správce budov); pečlivost, pořádek, preciznost a perfektní příprava a plnění pracovních povinností byly u něj na prvním místě jak v „profesní“ tak i v „chovatelské“ rovině života. Kromě chovu exotických opeřenců (malých pěvců – astrildů) se věnoval i chovu psů – boxerů.

### Klub přátel exotického ptactva
Stanislav Rákos se stal členem „Klubu přátel exotického ptactva“ (KPEP)  v roce 1945. Svým aktivním členstvím propojil zakládající členy klubu s jejich následníky a svým dlouholetým členstvím byl „živoucí kronikou“ klubu a později i dlouholetým předsedou výboru klubu. Stanislav Rákos nebyl jen aktivním chovatelem, ale i funkcionářem, organizátorem společenské činnosti jakož i sponzorem klubu. Ve styku se zahraničními chovateli výrazně reprezentoval Československou (a později i Českou) republiku a nemalou úlohu sehrál i při navazování zahraničních kontaktů. Byl držitelem zlatého odznaku a čestným členem klubu. Za svoji práci pro KPEP získal v roce 1980 putovní pohár Svatopluka Vlasáka.  Po Sametové revoluci se Stanislav Rákos zásadním způsobem zasloužil o znovuobnovení samostatnosti KPEP. Nezpochybnitelné jsou Rákosovy zásluhy při zakládání „Klubu chovatelů andulek“. V roce 1979 vyhrál Stanislav Vlasák (spolu s Jaroslavem Pláničkou) dokonce celostátní výstavu andulek. Aktivním členem KPEP byl Stanislav Rákos i ve svém pokročilém věku, zajímal se vždy o dění v klubu a pomáhal organizačně (i finančně) zajišťovat akce, které klub pořádal.
Stanislav Rákos byl nikoliv jen chovatelem a činovníkem KPEP, ale také zdatným organizátorem výstav a mezinárodních setkání. A byl to právě Stanislav Rákos, kdo stál u zrodu výstavy exotů (= exotického ptactva) v Botanické zahradě Přírodovědecké fakulty Univerzity Karlovy Na Slupi.

### Mecenášství
Jmění movitého a nemovitého charakteru, které Stanislav Rákos věnoval Zoo Praha, pocházelo z polistopadových restitucí pozemků a domů, které dříve patřily jeho rodině. Investoval rovněž do pozemků, které později prodal. Pražské zoo (kromě obnosu v hotovosti) odkázal pozemky, půlku domu ve Strašnicích  a čtvrtinu domu na Smíchově (u Anděla). Dne 5. července 2012 zemřel jeho jediný syn – Richard Rákos a Stanislav Rákos jiné příbuzné neměl. Tato událost a dobré vztahy s některými zaměstnanci Zoo Praha byly klíčovými momenty, které ve svém důsledku rozhodly o jeho velkorysém daru ve prospěch pražské zoologické zahrady v Troji.